# Octavia Spencer
Octavia Lenora Spencer (Montgomery, 25 mei 1970) is een Amerikaanse actrice. Ze won in 2012 onder meer een Oscar, een Golden Globe en een BAFTA Award voor haar bijrol als de assertieve huishoudster Minny Jackson in de dramafilm The Help. Daarnaast won ze meer dan tien andere acteerprijzen, waaronder een National Board of Review Award voor haar bijrol als Wanda in de biografische dramafilm Fruitvale Station (2013). Spencer werd in 2009 door het tijdschrift Entertainment Weekly aangemerkt als een van de 25 grappigste actrices van Hollywood. In 2022 kreeg ze een ster op de Hollywood Walk of Fame.
Spencer maakte in 1996 haar acteer- en filmdebuut met een naamloos rolletje als verpleegster in A Time to Kill. Sindsdien speelde ze in meer dan vijftig films. In de meeste van de titels waaraan ze meewerkte voor 2011, had ze kleine rolletjes; in bijna twintig films uit die tijd hadden haar personages geen naam. Als Minny Jackson in The Help maakte Spencer internationaal naam. De rol leverde haar 22 nominaties op voor allerlei acteerprijzen, waarvan ze er vijftien ook daadwerkelijk kreeg toegekend.

## Filmografie
*Exclusief 5+ televisiefilms
| - Smurfs (2025, stem) - Spirited (2022) - Thunder Force (2021) - Onward (2020, stem) - Dolittle (2020, stem) - Ma (2019) - Luce (2019) - Instant Family (2018) - A Kid Like Jake (2018) - The Shape of Water (2017) - Gifted (2017) - The Shack (2017) - Hidden Figures (2016) - Zootopia (2016, stem) - The Divergent Series: Insurgent (2015) - Black or White (2014) - Get on Up (2014) - Paradise (2013) - Percy Jackson: Sea of Monsters (2013, stem) - Snowpiercer (2013) - Lost on Purpose (2013) - Fruitvale Station (2013) - Blues for Willadean (2012) - Smashed (2012) - The Help (2011) - Flypaper (2011) - Girls! Girls! Girls! (2011) - Peep World (2010) - Dinner for Schmucks (2010) - Small Town Saturday Night (2010) - Herpes Boy (2009) - Love at First Hiccup (2009) - Halloween II (2009) - Just Peck (2009) | - The Soloist (2009) - Jesus People: The Movie (2009) - Drag Me to Hell (2009) - Next of Kin (2008) - Seven Pounds (2008) - Pretty Ugly People (2008) - The Nines (2007) - Pulse (2006) - Wannabe (2005) - Beauty Shop (2005) - Miss Congeniality 2: Armed and Fabulous (2005) - Marilyn Hotchkiss' Ballroom Dancing & Charm School (2005) - Pretty Persuasion (2005) - Coach Carter (2005) - Breakin' All the Rules (2004) - Win a Date with Tad Hamilton! (2004) - Bad Santa (2003) - S.W.A.T. (2003) - Legally Blonde 2: Red, White & Blonde (2003) - Sol Goode (2003) - Spider-Man (2002) - The Sky Is Falling (2001) - The Journeyman (2001) - Four Dogs Playing Poker (2000) - Big Momma's House (2000) - What Planet Are You From? (2000) - Everything Put Together (2000) - Blue Streak - Being John Malkovich (1999) - American Virgin (1999) - Never Been Kissed (1999) - Sparkler (1997) - The Sixth Man (1997) - A Time to Kill (1996) |

## Televisieseries
*Exclusief eenmalige gastrollen
- Mom - Regina (2013, negen afleveringen)
- Raising the Bar - Arvina Watkins (2009, vijf afleveringen)
- Wizards of Waverly Place - Dr. Evilini (2008, twee afleveringen)
- The Minor Accomplishments of Jackie Woodman - Cheryl (2006-2007, vier afleveringen)
- Halfway Home - Serenity Johnson (2007, tien afleveringen)
- Ugly Betty - Constance Grady (2007, vier afleveringen)
- LAX - Stewardess (2004-2005, zes afleveringen)
- Titus - Alice Hays (2001-2002, twee afleveringen)
- The Chronicle - Ruby Rydell (2001-2002, zes afleveringen)
- City of Angels - Verpleegster Bernice (2000, vijf afleveringen)

## Trivia
- Spencer heeft een bachelor in Liberal Arts van de Universiteit van Auburn.

- Bibsys: 12010158
- Biblioteca Nacional de España: XX5321599
- Bibliothèque nationale de France: cb166846934 (data)
- CiNii: DA19734644
- Gemeinsame Normdatei: 1023017202
- International Standard Name Identifier: 0000 0000 4816 3993
- Library of Congress Control Number: no2005028865
- MusicBrainz: 9a108d58-05e1-464d-bd0f-11da73d560ca
- Nationale Bibliotheek van Tsjechië: xx0156665
- Nationale Bibliotheek van Israël: 987007449900705171
- Nederlandse Thesaurus van Auteursnamen: 410529028
- Système universitaire de documentation: 176603395
- Virtual International Authority File: 14499626
- WorldCat: E39PBJd3KykmBvP7CGPhKDvCQq